# 图洛
图洛（法語：Toulaud，法語發音：[tulo]）是法国阿尔代什省的一个市镇，属于罗讷河畔图尔农区。

## 地理
图洛（44°53'52"N, 4°48'59"E）面积34.73 平方千米，位于法国奥弗涅-罗讷-阿尔卑斯大区阿尔代什省，该省份为法国东南部内陆省份，北起顺时针与卢瓦尔省、伊泽尔省、德龙省、沃克吕兹省、加尔省、洛泽尔省和上盧瓦爾省接壤。
与图洛接壤的市镇（或旧市镇、城区）包括：阿尔布西耶尔、博夫尔、罗讷河畔沙尔姆、吉亚克和布吕扎克、吉耶朗-格朗日、圣乔治莱班、圣佩赖、苏瓦永。

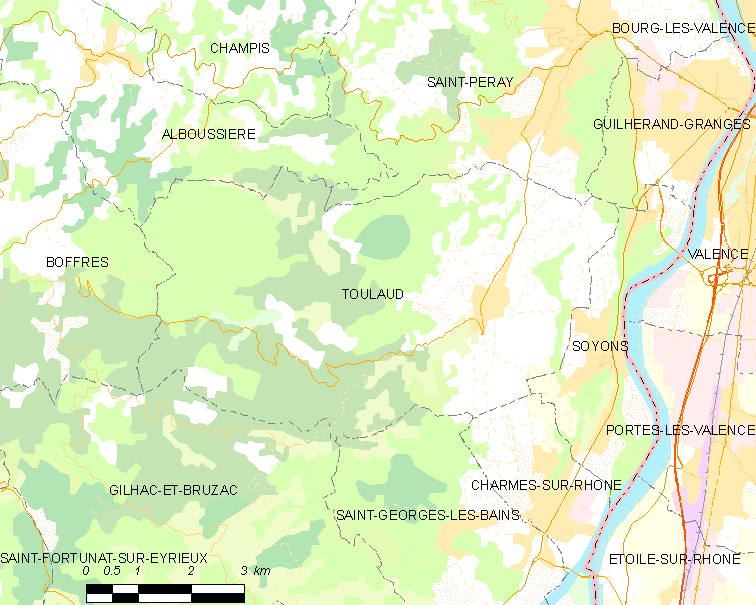
图洛的OSM定位图

图洛的时区为UTC+01:00、UTC+02:00（夏令时）。

## 行政
图洛的邮政编码为07130，INSEE市镇编码为07323。

## 政治
图洛所属的省级选区为罗讷-埃里约县。

## 人口

1962-2008年间图洛人口变化图示

图洛于2022年1月1日时的人口数量为1701人。